# Yantaromyrmex
Yantaromyrmex é um gênero extinto de formigas, descrito pela primeira vez em 2013. Pertencente à subfamília Dolichoderinae da família Formicidae, esse gênero é conhecido por fósseis do Eoceno Médio ao Oligoceno Inicial, encontrados na Europa. Atualmente, o gênero inclui cinco espécies descritas: Y. constrictus, Y. geinitzi, Y. intermedius, Y. mayrianum e Y. samlandicus. Os primeiros espécimes foram coletados em 1868 e estudados pelo entomologista austríaco Gustav Mayr [en], que inicialmente classificou os fósseis em outros gêneros de formigas. Após revisões, esses fósseis foram reclassificados em um gênero próprio. As formigas desse gênero são pequenas, com comprimento variando de 4 a 6 milímetros, e caracterizam-se por cápsulas cefálicas trapezoidais, olhos compostos ovais posicionados ligeiramente atrás do ponto médio da cápsula e ausência de ocelos.

## Distribuição
Espécimes de espécies de Yantaromyrmex foram encontrados como inclusões em quatro depósitos de âmbar do Eoceno Médio ao Oligoceno Inicial na Europa. O âmbar báltico tem cerca de 46 milhões de anos, depositado durante o estágio Lutetiano do Eoceno Médio. Há debates sobre qual família vegetal produziu esse âmbar, com evidências sugerindo relação com Agathis ou Pseudolarix. O âmbar de Rovno [en], recuperado de depósitos na região de Rivne, na Ucrânia, é ligeiramente mais recente, datado do Bartoniano ao Priaboniano do Eoceno Tardio. O âmbar de Bitterfeld [en], encontrado em depósitos de carvão na região de Saxônia, na Alemanha, tem datação incerta. Bitterfeld representa uma seção do mar de Paratétis do Eoceno, e o âmbar da região é considerado redepositado de sedimentos mais antigos. O registro fóssil de insetos de Bitterfeld e do âmbar báltico é muito semelhante, com várias espécies compartilhadas, sugerindo uma única fonte para a paleofloresta que produziu o âmbar. Os depósitos de âmbar na costa dinamarquesa, frequentemente chamados de âmbar escandinavo, têm idade semelhante aos outros três âmbares europeus, mas um estudo de 2009 sobre a fauna de formigas indica que o âmbar escandinavo possui uma assembleia de formigas distinta. Y. constrictus e Y. geinitzi foram identificados nos quatro âmbares europeus, enquanto Y. samlandicus foi descrito a partir de fósseis de âmbar báltico, Bitterfeld e Rovno. Y. intermedius e Y. mayrianum são conhecidos por poucos fósseis: Y. intermedius de um único fóssil de Bitterfeld, e Y. mayrianum de fósseis de âmbar báltico e Rovno.

## História e classificação

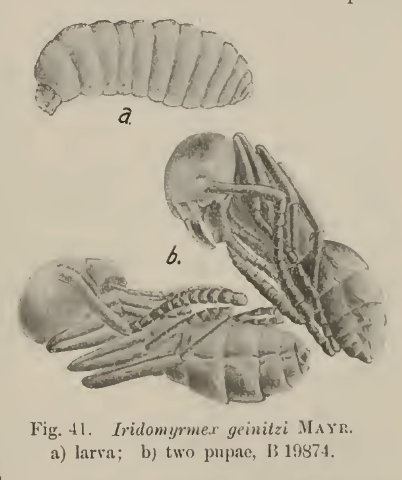
Larva e pupas de Yantaromyrmex geinitzi, ilustradas por William Morton Wheeler

Os espécimes-tipo de Yantaromyrmex geinitzi e Y. constrictus foram coletados em 1868, pertencendo à coleção de âmbar da Universidade de Königsberg. Inicialmente, foram estudados pelo entomologista austríaco Gustav Mayr, que os classificou no gênero Hypoclinea, hoje considerado sinônimo júnior do gênero vivo Dolichoderus. As descrições de tipo de Mayr de 1868 para as novas espécies foram publicadas no periódico Beiträge zur Naturkunde Preussens. Todos os sintipos [en] de Yantaromyrmex samlandicus foram coletados até 1915, sendo os primeiros 73 descritos parte da coleção de âmbar da Universidade de Königsberg. Esses fósseis foram estudados pelo entomologista americano William Morton Wheeler [en], cuja descrição de tipo de "Iridomyrmex" samlandica foi publicada no periódico Schriften der Physikalisch-Ökonomischen Gesellschaft zu Königsberg. Tanto Y. geinitzi quanto Yantaromyrmex constrictus foram transferidos de Hypoclinea para o gênero relacionado Bothriomyrmex em 1873 por Dalla Torre. Em seu artigo de 1915, The ants of Baltic Amber, Wheeler sugeriu que ambas as espécies e a recém-nomeada "I." samlandica seriam melhor classificadas no gênero Iridomyrmex, destacando que Y. geinitzi era uma das espécies de formigas mais abundantes no âmbar báltico que ele estudou.
Wheeler baseou a classificação na estrutura dos palpos labiais e maxilares. Essa classificação permaneceu inquestionada até a revisão do gênero em 1992 por Steven Shattuck, que dividiu Iridomyrmex em um grupo de gênero mais restrito, transferindo outras espécies para diferentes gêneros. Na época, Shattuck manteve provisoriamente Y. geinitzi em Iridomyrmex devido à falta de espécimes para estudo, enquanto Yantaromyrmex constrictus e Y. samlandicus foram transferidos para o gênero Anonychomyrma. A classificação de Y. geinitzi foi mantida até 2011, quando Shattuck e Brian Heterick revisaram novamente Iridomyrmex. Com mais fósseis disponíveis e com base em várias características, Y. geinitzi também foi transferido para Anonychomyrma. As três espécies foram revisadas novamente em 2013 por entomologistas russos G.M. Dlussky e D.A. Dubovikoff, que concluíram que essas espécies, junto com duas espécies não nomeadas, eram distintas de Anonychomyrma e Iridomyrmex. Com base nas diferenças observadas, Dlussky e Dubovikoff criaram o novo gênero Yantaromyrmex em 2013 e descreveram duas novas espécies, Y. intermedius e Y. mayrianum. O nome combina a palavra russa янтарь (yantar, que significa "âmbar") com o grego μυρμήγκα (que significa "formiga"). A espécie intermedius deriva do termo latino que significa "intermediário", enquanto mayrianum homenageia Gustav Mayr por seu trabalho como mirmecologista.

## Descrição
O gênero é caracterizado por operários com cápsulas cefálicas trapezoidais, que se estreitam na frente e se alargam na parte posterior. Os olhos compostos ovais estão geralmente posicionados ligeiramente atrás do ponto médio da cápsula, sem ocelos presentes. As mandíbulas possuem vários dentes na margem mastigatória (área central das mandíbulas) e têm formato triangular. O gáster apresenta um primeiro tergito plano que não cobre o pecíolo e um quarto esternito [en] abdominal plano.

### Yantaromyrmex constrictus

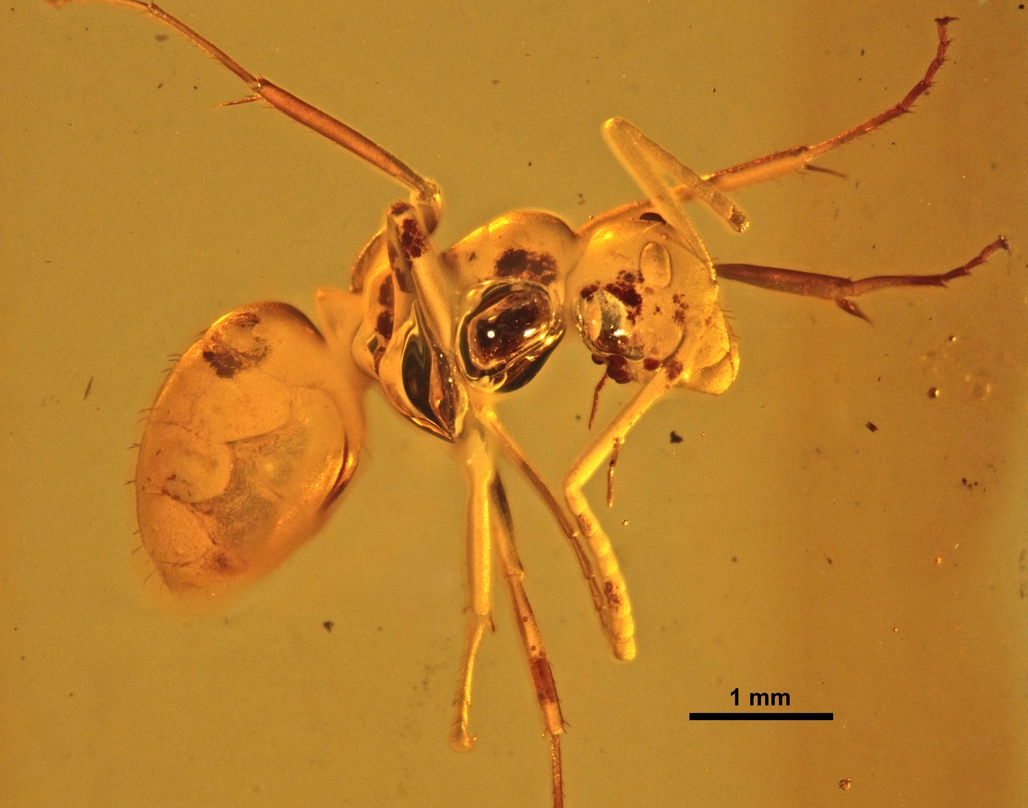
Operário de Yantaromyrmex constrictus

Yantaromyrmex constrictus pode ser distinguido de Yantaromyrmex geinitzi por várias características. Os indivíduos de Y. geinitzi são mais gracis, com um mesonoto [en] menos constrito e um mesossoma menos convexo. Os espécimes de Y. constrictus possuem palpos maxilares de seis segmentos, palpos labiais [en] de quatro segmentos e corpo abundantemente peludo. As antenas têm um escapo que apenas ultrapassa a borda posterior da cápsula cefálica em operários fêmeas e ergatomórficos (machos). Os ergatomorfos possuem olhos compostos maiores e mais arredondados que os operários, com antenas mais longas. Tanto machos quanto operários têm um gastro [en] de cinco segmentos, e os machos são distinguidos pelos estípites (segundo segmento da maxila [en]) ligeiramente protrusos na ponta do quinto segmento.

### Yantaromyrmex geinitzi
Yantaromyrmex geinitzi pode ser distinguido de Y. constrictus por várias características. Os indivíduos de Y. geinitzi são mais gracis, com um mesonoto menos constrito e um mesossoma menos convexo. Possuem palpos maxilares de seis segmentos, palpos labiais de quatro segmentos, e a borda do clípeo é sinuosamente indentada no meio. As pupas referidas à espécie por Wheeler não possuem casulo, ao contrário de larvas modernas de algumas subfamílias de formigas que tecem casulos para pupar. Os olhos de Y. geinitzi estão mais à frente e nas laterais da cápsula cefálica em comparação com espécies de Iridomyrmex. Devido à forma de Y. geinitzi, a espécie pode ter sido um herpetobionte (habitante da superfície do solo), mas cientistas sugerem que essas formigas habitavam árvores, vivendo em epífitas e material vegetal morto, como galhos.

### Yantaromyrmex intermedius
O único espécime de Yantaromyrmex intermedius mede 4,5 milímetros e apresenta várias rachaduras ao seu redor, além de áreas com revestimentos brancos de "mofo". A indentação atrás do propódeo [en] (primeiro segmento abdominal) é profunda, e a conexão entre o segmento e o tórax é larga e coberta por rugas no exoesqueleto. O propódeo tem uma aparência angular com um canto arredondado quando visto de lado, o que diferencia a espécie de Y. geinitzi e Y. mayrianum. As pernas de Y. intermedius são geralmente livres de pelos, enquanto o mesossoma e a cabeça possuem poucos pelos esparsos na superfície superior, diferente de Y. constrictus, que possui numerosos pelos eretos no corpo e nas pernas. O propódeo cônico elevado e o escapo que não se estende até a borda da cápsula cefálica isolam Y. intermedius de Y.  samlandicus. A antena direita do espécime-tipo está preservada com a cabeça de uma formiga operária Ctenobethylus goepperti [en] presa perto da ponta, sugerindo que ambas lutaram pouco antes do sepultamento.

### Yantaromyrmex mayrianum

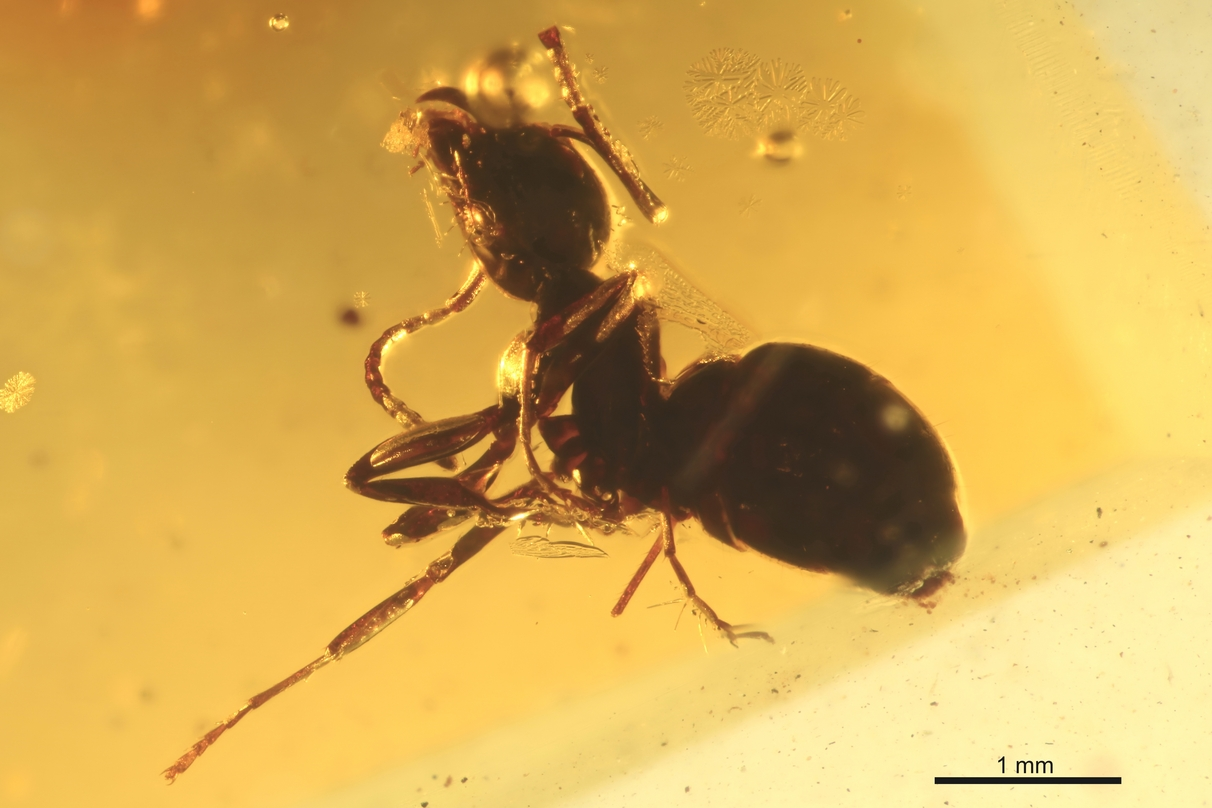
Operário de Yantaromyrmex samlandicus

Os operários de Yantaromyrmex mayrianum variam de 4 a 5 milímetros de comprimento e são muito semelhantes aos de Y. geinitzi. Em ambas as espécies, a indentação atrás do primeiro segmento abdominal é mais larga e menos profunda que em Y. constrictus, Y. samlandicus e Y. intermedius. Diferentemente dessas três espécies, a superfície do primeiro segmento abdominal é lisa e sem esculturas. Y. mayrianum pode ser distinguido de Y. geinitzi pela quantidade de pelos no corpo dos operários. Em Y. mayrianum, há pelos eretos abundantes cobrindo todo o corpo, na parte inferior da cápsula cefálica, ao longo das margens dos olhos e na parte inferior das pernas. Em contraste, os operários de Y. geinitzi têm margens dos olhos e pernas lisas, com uma dispersão esparsa de pelos no mesossoma, nos últimos segmentos do abdômen e na parte superior da cabeça.

### Yantaromyrmex samlandicus
Os espécimes de Yantaromyrmex samlandicus possuem palpos maxilares de seis segmentos, palpos labiais de quatro segmentos e comprimento corporal entre 5,5 e 6,0 milímetros. As antenas possuem doze segmentos e um escapo que curva na base. O tórax é mais estreito em perfil que a cápsula cefálica, atingindo sua maior largura no pronoto amplo e achatado. O pecíolo é notavelmente largo e curto, com um nó elevado que tem um ponto arredondado na parte superior. Os espécimes de Y. samlandicus apresentam pontuação fina a grossa (pequenas manchas) na cabeça e no tórax e uma coloração geral preta, embora alguns espécimes tenham tons avermelhados nas pernas ou antenas.